# Quinto del Rey
Il Quinto Real, o Quinto del rey (Quinto del re) era un'imposta del 20% istituita nel 1504 che la Spagna riscuoteva sull'estrazione di metalli preziosi. Questa tassa rappresentava un'importante entrata per le casse della monarchia spagnola. Nel 1723 la tassa fu ridotta al 10%.

## Descrizione
Piuttosto che riscuotere la tassa sulla base dell'argento e dell'oro prodotti, il governo teneva conto della quantità di mercurio usato. Il mercurio era necessario per il raffinamento di argento ed oro nel corso del processo patio. Il governo spagnolo vantava il monopolio sulla produzione di mercurio, grazie alle sue miniere di Almadén in Spagna e di Huancavelica in Perù. Ne 1648 il viceré del Perù dichiarò che Potosí e Huancavelica erano "i due pilastri che sostengono questo regno e quello della Spagna". Inoltre il viceré pensava che la Spagna fosse in grado, se necessario, di togliere la tassa sull'argento di Potosí, ma non sul mercurio di Huancavelica.

## Cultura di massa
- The King's Fifth è un romanzo scritto da Scott O'Dell, in cui il protagonista viene accusato di aver rubato il Quinto Real.